# Керинчи
Кери́нчи (индон. Kerinci; также Индрапура) — действующий вулкан на острове Суматра в хребте Барисан.
Является самой высокой точкой острова Суматра высотой 3800 метров и самым высоким вулканом в Индонезии. Расположен в провинции Джамби, на западе центральной части острова Суматра, недалеко от западного побережья, примерно в 130 км (81 миль) к югу от города Паданг. Имеет ширину основания от 13 до 25 км. Кратер имеет диаметр около 600 м, глубина до 400 м в кратере вулкана образовалось временное озеро. Сложен преимущественно андезитовыми лавами.

## Извержения
Практически каждый год происходит фреатическое извержение (при таком типе извержения выбрасываются обломки твердых древних пород, а новая магма не извергается).
Сильные извержения происходили в 2004 году и 2009 году.
Последнее[когда?] извержение произошло 2 июня 2013 года 8:43 утра по местному времени. Высота выброса пепла достигла 800 метров. Через полчаса после извержения несколько деревень в районе горы Гунунг были засыпаны слоем густого чёрного пепла. Это вызвало озабоченность сельских жителей, так как пепел осел и на сельскохозяйственных культурах (к югу от горы находятся обширные чайные плантации).